# Yann Jouffre
Yann Jouffre (Montélimar, 23 juli 1984) is een Franse voetballer die doorgaans als middenvelder speelt. Hij verruilde FC Lorient in juli 2016 voor FC Metz. Voordien speelde hij ook voor Nîmes Olympique en EA Guingamp.

## Carrière
- 2001–2003: Nîmes Olympique
- 2003–2008: EA Guingamp
- 2008–2016: FC Lorient
- 2016-....: FC Metz